# Henchir Bourgou
Henchir Bourgou est un site archéologique tunisien situé à 2,5 kilomètres de la ville de Midoun, sur l'île de Djerba.
Mesurant environ 700 mètres de rayon, son occupation remonte au IVe siècle av. J.-C..

## Mausolée

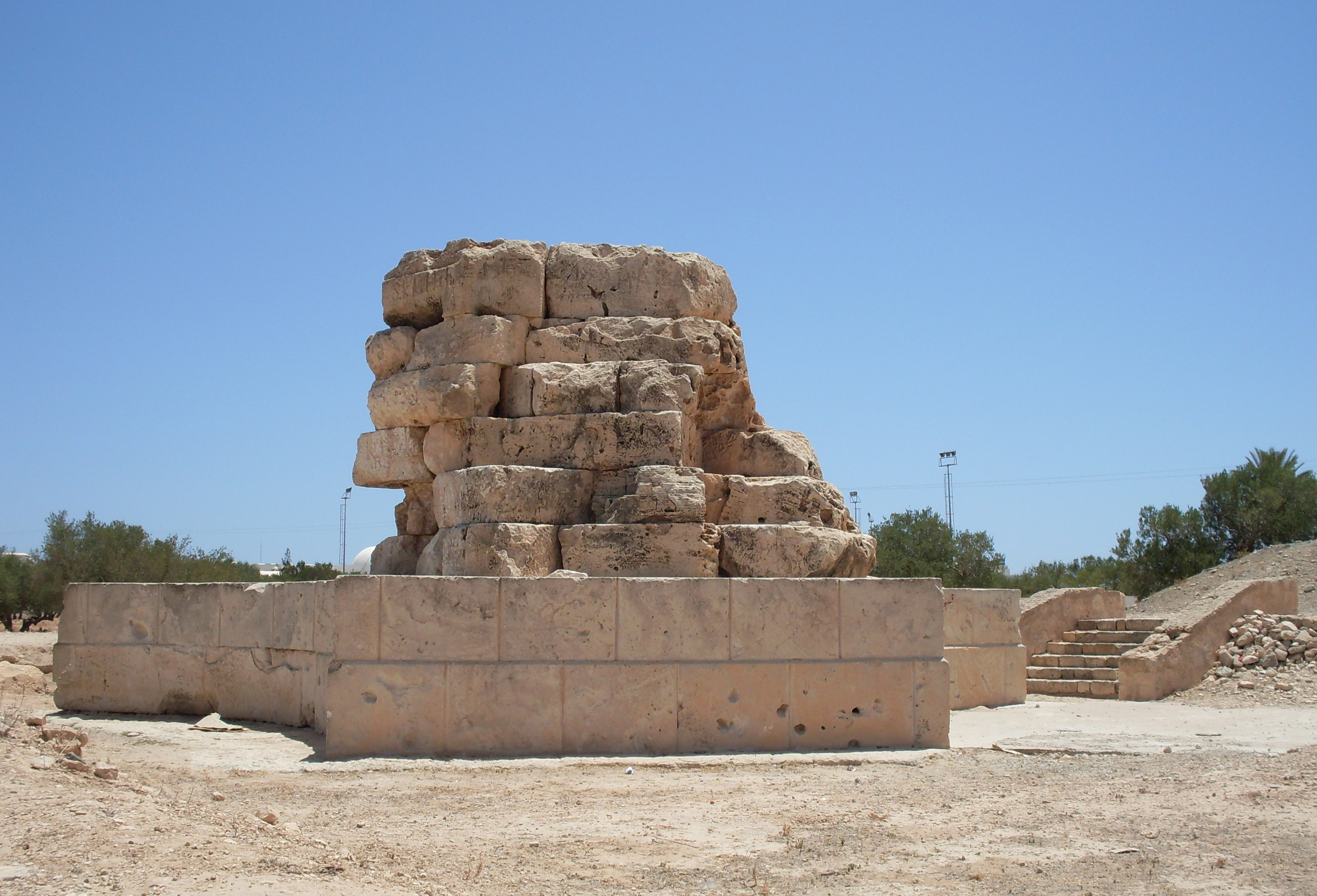
Mausolée de Bourgou.

Le mausolée, situé au sud du site, a été mentionné pour la première fois au début du XIXe siècle puis à nouveau par Victor Guérin en 1862 ; sa fonction n'est toutefois identifiée qu'en 1902 et assimilée alors au Medracen ou au Mausolée royal de Maurétanie. Mesurant 4,5 mètres de haut et près de neuf mètres de large, il repose sur un soubassement qui « épouse la forme d'un hexagone aux côtés alternativement droits et concaves, ce qui l'inscrit dans un triangle théorique équilatéral aux angles tronqués ». Sur son côté occidental, un couloir à ciel ouvert permet l'accès à un vestibule puis à une chambre funéraire située dans l'axe du mausolée.
En 1981, une équipe de l'Institut national d'archéologie et d'art se charge du dégagement, de l'étude et de la mise en valeur du monument.
Le 17 janvier 2012, le gouvernement tunisien le propose pour un futur classement sur la liste du patrimoine mondial de l'Unesco, en tant que partie des mausolées royaux de Numidie, de la Maurétanie et des monuments funéraires pré-islamiques.
Le 15 mars 2022, un arrêté en fait un monument classé.